# مرداش
مرداش قرية سورية تتبع ناحية شطحة في منطقة السقيلبية في محافظة حماة. بلغ عدد سكانها 1899 نسمة في عام 2004 حسب إحصاء المكتب المركزي للإحصاء.

## وصلات خارجية
- الوحدات الإدارية في محافظة حماة